# Roberto Vannacci
Roberto Vannacci (La Spezia, 20 ottobre 1968) è un generale e politico italiano, vicesegretario federale della Lega per Salvini Premier dal 2025.
Ha ricoperto i ruoli di comandante del Reggimento "Col Moschin", della Brigata "Folgore", del contingente italiano nella Guerra civile in Iraq, nonché della Task Force 45 durante la Guerra in Afghanistan.
La pubblicazione, nell'agosto 2023, del libro Il mondo al contrario lo ha portato al centro di una considerevole attenzione mediatica, seguita da polemiche e anche denunce, a causa dei contenuti controversi espressi su omosessuali, immigrati, femminismo e ambientalismo. Vannacci è stato poi sospeso dall'Esercito in seguito ad un'inchiesta interna che ha stabilito che la pubblicazione del libro ne ha compromesso il prestigio e il principio di terzietà.
Candidatosi con la Lega come indipendente alle elezioni europee del 2024, è risultato eletto. Nel febbraio 2025 ha cessato il servizio nell'Esercito e ad aprile ha preso la tessera del partito, diventandone un membro a tutti gli effetti.

## Biografia

### Formazione
Nato a La Spezia, ma cresciuto a Ravenna, è figlio di un capitano di artiglieria spezzino, mentre suo nonno materno era un marinaio sardo originario de La Maddalena e sua nonna materna era una croata di Pola di origine ungherese..
Ha tre lauree magistrali: in Scienze strategiche (conseguita presso l'Università di Torino), in Scienze internazionali e diplomatiche (presso l'Università di Trieste) e in Scienze militari (presso l'Università di Bucarest). Ha inoltre conseguito il master universitario di II livello in Scienze strategiche presso l'Università di Torino e il master di II livello in Studi internazionali strategico-militari in collaborazione con l'Università Cattolica del Sacro Cuore di Milano e la LUISS di Roma.

### Carriera militare
Frequenta l'Accademia militare di Modena e la Scuola di applicazione di Torino; supera le selezioni per accedere all'unità di incursori dell'Esercito Italiano, il 9º Reggimento d'assalto paracadutisti "Col Moschin", dove completa il corso di formazione e consegue il brevetto di incursore.
Nel 2004 viene distaccato presso il neo costituito Comando interforze per le operazioni delle forze speciali (COFS) a Roma, dove ricopre i maggiori incarichi operativi e di staff, tra cui quello di capo ufficio Operazioni, sottocapo di stato maggiore operativo e vice comandante/capo di stato maggiore.
Terminato nel 2009 l'incarico al COFS viene inviato in Afghanistan come assistente militare del capo di stato maggiore della International Security Assistance Force (ISAF), il generale Marco Bertolini, primo ufficiale italiano a ricoprire tale incarico. Sempre al comando di unità di forze speciali ha partecipato a numerose operazioni militari. Da comandante di distaccamento operativo incursori prende parte alle operazioni in Somalia, Ruanda e Yemen.
Da maggiore e tenente colonnello, ha condotto operazioni speciali in Iraq e in Afghanistan. Nel dettaglio ha comandato per due turnazioni (2005-2006) lo Special Forces Task Group in Iraq ed è stato il primo comandante della Task Force 45 in Afghanistan, schierata a Herat e Farah.
Nel 2011, durante la Primavera Araba, opera in Libia, svolgendo attività di supporto alle autorità diplomatiche italiane. Sotto tale incarico ha organizzato e portato a termine l'evacuazione d'emergenza della sede diplomatica di Tripoli e dei cittadini italiani ancora rimasti nelle vicinanze della capitale. Tornato in Afghanistan, nel 2013, poco prima della transizione da ISAF a Operazione Sostegno Risoluto, assume l'incarico di capo di stato maggiore delle forze speciali della NATO (ISAF SOF HQ).
Dal 2011 al 2013 comanda il 9º Reggimento d'assalto paracadutisti "Col Moschin". In seguito, dal 2014 al 2016, ha assunto l'incarico di capo ufficio relazioni internazionali presso il III reparto dello Stato maggiore della difesa. Nel settembre 2016, promosso generale di brigata, assume il comando della Brigata paracadutisti "Folgore".
Dal settembre 2017 all'agosto 2018, in Iraq, ha assunto il comando del contingente nazionale terrestre dell'operazione Prima Parthica nonché del Deputy Commanding General for Training della coalizione anti ISIS nell'ambito dell'Operation Inherent Resolve. In tali ruoli è stato responsabile dell'addestramento e dell'equipaggiamento delle forze irachene impegnate nei combattimenti contro il gruppo terroristico stato islamico.
Dal 2018 al 2020 è stato capo di stato maggiore della Divisione "Vittorio Veneto" mentre nel 2019 è stato premiato dalla sezione di Firenze dell'Unione Nazionale Veterani dello Sport (UNVS) con l'onorificenza "Armando Frigo e Bruno Neri-Lo Sport per la Pace" per le Missioni di pace all'estero.
Dal dicembre 2020 ricopre l'incarico di addetto per la Difesa presso l'ambasciata d'Italia a Mosca, con accreditamenti anche in Bielorussia, Armenia e Turkmenistan. Sotto tale profilo gestisce il periodo caratterizzato dal deterioramento dei rapporti tra Italia e Russia a seguito dell'invasione russa dell'Ucraina. Dichiarato persona non grata dalle autorità russe come rappresaglia per le espulsioni decise dal Ministero degli Esteri italiano a seguito delle vicende belliche tra Russia e Ucraina, conclude l'incarico nel maggio del 2022. Il 21 giugno 2023 assume il comando dell'Istituto Geografico Militare di Firenze.

### Pubblicazione deIl mondo al contrario
Poco dopo aver commissionato la creazione di una propria pagina biografica su Wikipedia in italiano, nell'agosto 2023 Vannacci ha pubblicato il libro — inizialmente autoprodotto e poi pubblicato a Rimini — Il mondo al contrario. Il 18 agosto viene avvicendato al comando dell'IGM, dal generale di divisione Massimo Panizzi, e trasferito al Comando delle forze operative terrestri, a disposizione del comandante dell'Area territoriale, a partire dal 21 agosto.
Il libro Il mondo al contrario ha ricevuto numerose critiche a causa dei suoi contenuti ritenuti omofobi e sessisti da parte di alcune testate giornalistiche, ma ha riscosso l'apprezzamento di giornali di destra e del generale ed ex capo di stato maggiore della difesa Mario Arpino. Il ministro della difesa Guido Crosetto ha preso le distanze dalle opinioni di Vannacci, definendole "farneticazioni personali che screditano l'Esercito, la Difesa e la Costituzione". Anche lo Stato maggiore dell'Esercito italiano si è dissociato dai contenuti espressi nel libro dall'ufficiale, che non erano stati sottoposti ad autorizzazione né valutazione da parte dei vertici militari, riservandosi l'adozione di provvedimenti a tutela della propria immagine. Le polemiche scaturite dalla pubblicazione del libro di Vannacci hanno avuto un'eco anche nella stampa di altri Paesi europei, fra i quali Germania, Francia, Regno Unito, Svizzera e Austria. Il libro è stato anche criticato per la grande quantità di errori grammaticali e sintattici. Il libro è salito al primo posto dei più venduti in Italia nella settimana dal 14 al 20 agosto.
A seguito della pubblicazione del libro, il generale è stato denunciato per diffamazione dalla pallavolista Paola Egonu per aver scritto che i tratti somatici dell'atleta "non rappresentano l'italianità". Tale accusa è stata poi archiviata dal GIP di Lucca.
Il 18 agosto 2023 viene aperta dal Capo di stato maggiore dell'Esercito Italiano, Generale di Corpo d'Armata Pietro Serino, un'indagine sommaria nei confronti del generale Vannacci per i contenuti del suo libro. Visti gli esiti di tale inchiesta, il 4 novembre viene comunicata al generale l'apertura di un'inchiesta formale nei suoi confronti per accertare eventuali infrazioni disciplinari.. Tale inchiesta si conclude nel febbraio 2024 con la sospensione dal servizio per 11 mesi con stipendio dimezzato. Secondo le conclusioni del procedimento interno infatti la pubblicazione del libro avrebbe determinato una "lesione al principio di neutralità/terzietà della Forza Armata [...] compromettendo il prestigio e la reputazione dell'Amministrazione di appartenenza e ingenerando possibili effetti emulativi dirompenti e divisivi nell'ambito della compagine militare". Vannacci ha presentato ricorso al Tar del Lazio, ma è stato respinto.
Il 3 dicembre 2023 viene nominato capo di stato maggiore del Comando delle forze operative terrestri; il Ministero della difesa chiarisce che si tratta di un incarico di "coordinamento dello staff del comandante".
A marzo 2024 ha pubblicato Il coraggio vince, un libro autobiografico edito da Piemme.

### Attività politica

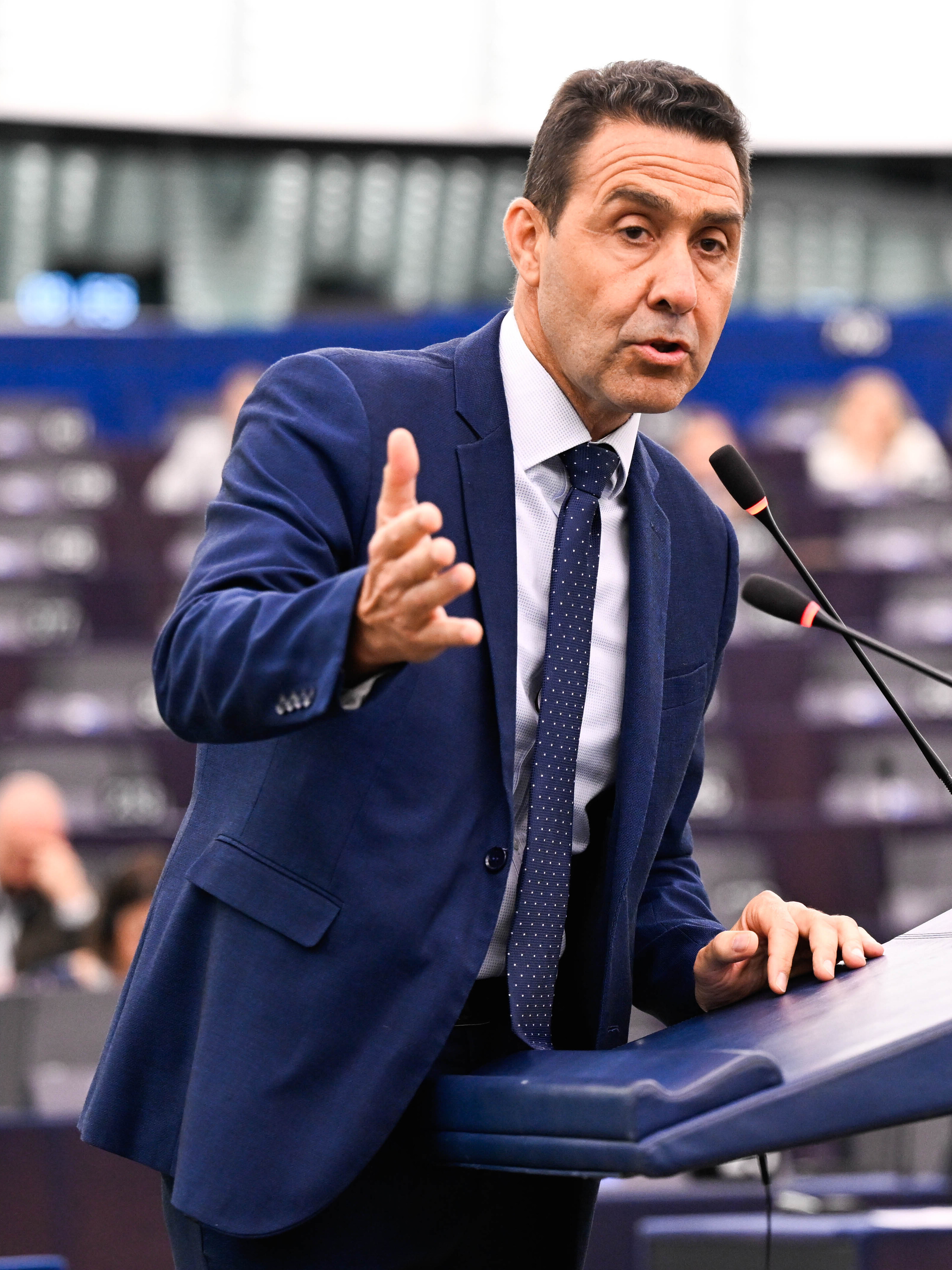
Vannacci al Parlamento europeo

Nell'agosto 2023, pochi giorni dopo la pubblicazione de Il mondo al contrario, Vannacci ha ricevuto la proposta di unirsi al partito neofascista Forza Nuova da parte del suo leader Roberto Fiore per candidarsi alle elezioni politiche suppletive nel collegio Lombardia - 06 (Monza); tuttavia Vannacci ha declinato l'offerta.
In vista delle elezioni europee del 2024 Vannacci, come ipotizzato da alcuni commentatori già nei mesi precedenti, viene candidato al Parlamento europeo, tra le liste della Lega Salvini Premier come indipendente in tutte le circoscrizioni italiane (e in quelle dell'Italia centrale e meridionale come capolista), su annuncio del segretario federale della Lega Matteo Salvini. Vannacci ha raccolto 555 980 preferenze in tutt'Italia (186 966 nel nord-ovest; 142 704 nel nord-est; 117 475 nel centro; 73 424 nel meridione e 35 411 nelle isole) rispetto alle 700mila auspicate in campagna elettorale, risultando il primo dei non eletti nelle isole ed eletto europarlamentare nelle altre, nonché il candidato con il maggior numero di preferenze dopo Giorgia Meloni.
L'8 luglio è stato nominato vicepresidente di Jordan Bardella del neonato gruppo europeo Patrioti per l'Europa, anche se a causa delle sue posizioni su diversi temi riguardanti diritti civili e sociali espresse in diverse dichiarazioni e nel suo libro Il mondo al contrario, considerate problematiche da esponenti dello stesso gruppo europeo, la nomina è stata ritirata pochi giorni dopo con una decisione collegiale a cui si è opposta solamente la Lega. Vannacci, nonostante iniziali notizie in senso contrario, è decaduto dalla carica il 17 luglio, un giorno dopo l'inizio della legislatura.
Ad agosto 2024 Forza Nuova ha proposto nuovamente a Vannacci di candidarsi con esso, alla presidenza della Regione Liguria per le elezioni regionali di quell'anno, indette a seguito delle dimissioni del presidente Giovanni Toti per le sue vicende giudiziarie di corruzione. A novembre dello stesso anno il comitato Il mondo al contrario, associazione che s'ispira al pensiero di Vannacci, diventa a tutti gli effetti un movimento politico.
Nel febbraio 2025 Vannacci ha cessato il servizio nell'Esercito ed è entrato in riserva. Il 6 aprile, dopo aver partecipato ufficialmente al congresso federale della Lega, ottiene la tessera di partito, diventandone un membro a tutti gli effetti. Successivamente, il 15 maggio viene nominato come uno dei vicesegretari federale.

## Vicende giudiziarie

### Accuse di peculato e truffa
Il 24 febbraio 2024 viene indagato per peculato e truffa dalla procura militare riguardo a rimborsi e indennità ricevuti durante il suo periodo come addetto militare in Russia dal febbraio 2021 al maggio 2022. La procura ordinaria ha aperto un fascicolo e la magistratura contabile ha aperto un'indagine per danno erariale, successivamente è stato prosciolto dall'accusa perché il fatto non sussiste.

### Accusa di falso in atto pubblico
Il 28 giugno 2024 Vannacci è stato iscritto nel registro degli indagati della procura di Roma per falso ideologico in atto pubblico, in relazione ad alcune dichiarazioni sottoscritte dal Generale Vannacci durante il suo incarico di addetto per la Difesa presso l'ambasciata d'Italia a Mosca. Il 17 aprile 2025 il Giudice per le indagini preliminari di Roma ha accolto la richiesta di archiviazione.

### Accusa di istigazione all'odio razziale e diffamazione di un membro dell'esercito
Il 26 febbraio 2024, a seguito di varie denunce a suo carico presentate da alcune associazioni, la procura di Roma ha aperto un'indagine per istigazione all'odio razziale nei confronti di Vannacci in merito ad alcune affermazioni presenti nel libro Il mondo al contrario. A luglio il procedimento è stato archiviato dal GIP della procura militare di Roma, fatta eccezione per un'eventuale diffamazione di un militare menzionato nel libro, su cui la medesima procura ha dovuto indagare. I pubblici ministeri hanno ritenuto che non vi fosse un reato e hanno chiesto l'archiviazione, ma la domanda non è stata accolta dal GIP che ha richiesto l'imputazione coatta. Il 12 dicembre il GUP militare di Roma ha prosciolto Vannacci perché il fatto non sussiste.

## Posizioni politiche

### Rapporto col fascismo
Secondo alcuni osservatori, Vannacci avrebbe volutamente condotto una campagna comunicativa basata sul "politicamente scorretto", cercando il voto dei nostalgici del fascismo in modo non esplicito ma giocando su una certa ambiguità. Si è rifiutato di definirsi antifascista, sostenendo che "non si può essere contro qualcosa che non esiste più", ha affermato che Benito Mussolini "ha fatto cose buone" e vi si è riferito più volte con il termine "statista", poiché ha occupato cariche di stato.
Altre polemiche sono insorte durante la campagna elettorale per le europee del 2024, allorché Vannacci ha diffuso un video spot elettorale in cui invitava a tracciare «una decima» sul simbolo della Lega. Accusato di aver voluto celebrare la Xª Flottiglia MAS al servizio della Repubblica Sociale Italiana, Vannacci ha precisato di aver inteso far riferimento all'omonima unità speciale della Regia Marina che operò fino al 1943. Ha fatto riferimenti analoghi in successive occasioni.

### Disabilità
Vannacci ha espresso la volontà di creare classi separate per i disabili intellettivi per offrire loro un "aiuto specifico", sostenendo che non si tratterebbe di un atteggiamento discriminatorio. La proposta è stata duramente criticata da politici di tutto l'arco parlamentare, tra cui anche esponenti della Lega, e dalla Conferenza Episcopale Italiana. In seguito il Generale si è detto convinto che, aiutare i disabili nel modo più specifico, possa, alle volte, "non coincidere con il metterli insieme ad altre persone con caratteristiche diverse" e che per garantire loro momenti di attenzione particolare servirebbero strutture dedicate.

### Russia
Vannacci ha assunto posizioni favorevoli nei confronti della Russia e di Vladimir Putin, maturate nel periodo in cui è stato addetto militare a Mosca ed esposte nel libro Il mondo al contrario. Ha affermato di non condividere l'invasione russa dell'Ucraina, ma che preferirebbe essere governato da Putin piuttosto che Volodymyr Zelens'kyj, citando il supporto popolare che a suo dire vanterebbe. Ha anche affermato di non credere che Putin sia il responsabile della morte di Aleksej Naval'nyj, in quanto non ci sarebbero prove oggettive.

### Aborto
Vannacci si è definito contrario all'interruzione di gravidanza, spiegando che non la considera un diritto e che sia necessario tentare di convincere le donne a non abortire. Ha sottoscritto il manifesto valoriale della onlus Pro Vita & Famiglia.

## Vita privata
Sposato con Camelia Mihailescu, di origine rumena, ha due figlie.

## Opere
- Roberto Vannacci, Il Mondo al contrario, self-publishing, 2023, ISBN 979-8854698795.
  -  Roberto Vannacci, Il Mondo al contrario, prefazione di Francesco Borgonovo, 2ª ed., Rimini, Il Cerchio, 2023, ISBN 978-8884746900.
- Roberto Vannacci, Il coraggio vince. Vita e valori di un generale incursore, Segrate, Edizioni Piemme, 2024, ISBN 978-8856694963.